# Les Bottes de la nuit
Pour plus de détails, voir Fiche technique et Distribution.
Les Bottes de la nuit est un film d'animation de court métrage français réalisé par Pierre-Luc Granjon, sorti en 2024.

## Fiche technique
- Titre original : Les Bottes de la nuit
- Réalisation : Pierre-Luc Granjon
- Scénario : Pierre-Luc Granjon
- Animation :
- Musique : Timothée Jolly
- Son : Loïck Burkhardt
- Production : Yves Bouveret
- Sociétés de production : Am Stram Gram
- Sociétés de distribution : Pentacle Distribution
- Pays d'origine :  France
- Langue originale : français
- Format :
- Genre : animation
- Durée : 12 minutes 22 secondes
- Dates de sortie :
  - France : 24 novembre 2024 (Paris)

## Distribution
- Bernard Bouillon
- Brieuc Laudet

## Distinctions
- Festival international du film d'animation d'Annecy 2025 : Cristal du court métrage, prix du public pour un court métrage et prix André Martin pour un court métrage français[1].